# Lekowo (gromada)
Lekowo – dawna gromada, czyli najmniejsza jednostka podziału terytorialnego Polskiej Rzeczypospolitej Ludowej w latach 1954–1972.
Gromady, z gromadzkimi radami narodowymi (GRN) jako organami władzy najniższego stopnia na wsi, funkcjonowały od reformy reorganizującej administrację wiejską przeprowadzonej jesienią 1954 do momentu ich zniesienia z dniem 1 stycznia 1973, tym samym wypierając organizację gminną w latach 1954–1972.
Gromadę Lekowo z siedzibą GRN w Lekowie utworzono – jako jedną z 8759 gromad na obszarze Polski – w powiecie białogardzkim w woj. koszalińskim na mocy uchwały nr 43/54 WRN w Koszalinie z dnia 5 października 1954. W skład jednostki weszły obszary dotychczasowych gromad Lekowo, Bełtno, Cieszyno, Kartlewo i Klępczewo ze zniesionej gminy Lekowo oraz obszar dotychczasowej gromady Jastrzębniki ze zniesionej gminy Biały Zdrój w tymże powiecie. 
13 listopada 1954 (z mocą wstecz od 1 października 1954) gromadę włączono do nowo utworzonego powiatu świdwińskiego w tymże województwie, gdzie ustalono dla niej 12 członków gromadzkiej rady narodowej.
1 stycznia 1958 z gromady Lekowo wyłączono wieś Bełtno, włączając ją do gromady Rusinowo w tymże powiecie; do gromady Lekowo włączono natomiast obszar zniesionej gromady Ząbrowo (oprócz wsi Berkanowo) tamże.
31 grudnia 1971 z gromady Lekowo wyłączono: a) wsie Jastrzębniki i Słowieńsko, włączając je do gromady Sławoborze; b) wsie Kartlewo, Międzyrzecze i Ząbrowo, włączając je do gromady Rusinowo – w tymże powiecie, po czym gromadę Lekowo zniesiono, a jej (pozostały) obszar włączono do gromady Świdwin tamże.